# St. Johannes (Gahro)

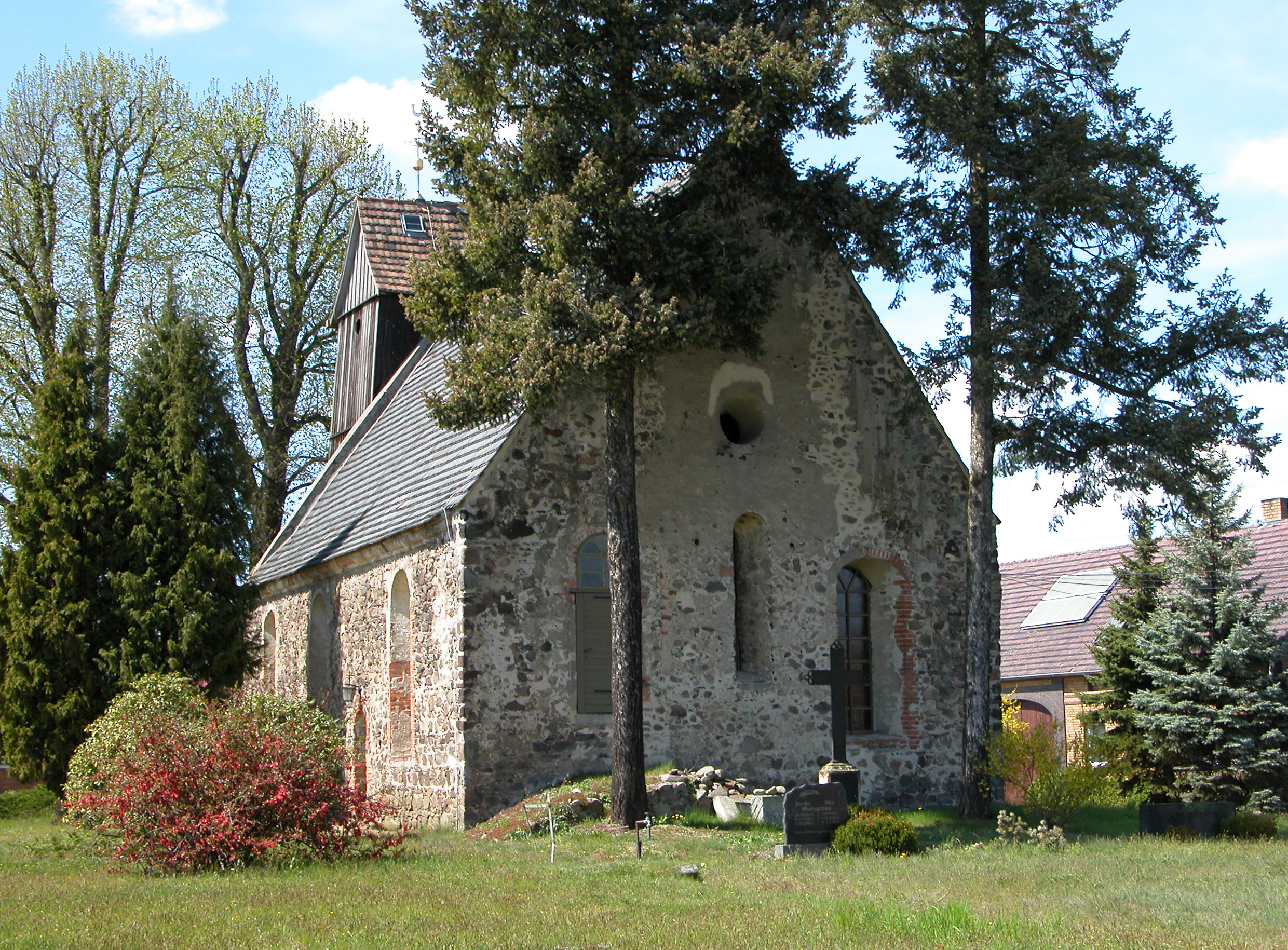
Gahro, St. Johannes

Die evangelische, denkmalgeschützte Dorfkirche St. Johannes steht in Gahro, einem Gemeindeteil der Gemeinde Crinitz im Landkreis Elbe-Elster in Brandenburg. Die Kirchengemeinde gehört zum Pfarrsprengel Weißack im Kirchenkreis Niederlausitz der Evangelischen Kirche Berlin-Brandenburg-schlesische Oberlausitz.

## Beschreibung
Die Feldsteinkirche wurde im 14. Jahrhundert erbaut. An ihr Langhaus, das mit einem Satteldach bedeckt ist, wurde im Westen ein hölzerner Glockenturm im 18. Jahrhundert angebaut, der quer mit einem Satteldach bedeckt ist. 
Der Innenraum, der Emporen an drei Seiten hat, ist mit einer Holzbalkendecke überspannt. Zur Kirchenausstattung gehört ein Kanzelaltar aus der zweiten Hälfte des 18. Jahrhunderts, der auf dem mittelalterlichen Altarblock steht. Die Predella zeigt eine Nachbildung des Abendmahls von Leonardo da Vinci. 
Die Orgel mit neun Registern, zwei Manualen und einem Pedal wurde 1920 vom Mitteldeutschen Orgelbau A. Voigt in den Prospekt der 1733 von Johann Christoph Pfennig gebauten Orgel eingebaut.